# Maurizio Margaglio
Maurizio Margaglio (* 16. November 1974 in Mailand) ist ein ehemaliger italienischer Eiskunstläufer, der im Eistanz startete.
Er begann erst mit elf Jahren mit dem Eiskunstlaufen. Zunächst lief er zusammen mit Claudia Frigoli. Sein Trainer war Roberto Pelizzola.
Große Erfolge erreichte Maurizio Margaglio mit seiner zweiten Eistanzpartnerin Barbara Fusar-Poli. 1996 debütierten sie bei Weltmeisterschaften. 2000 errangen sie ihre ersten Medaillen, indem sie Vize-Weltmeister und Vize-Europameister wurden. In der Saison 2000/2001 waren Fusar-Poli und Margaglio bei allen Wettbewerben siegreich, bei denen sie angetreten waren. Sie gewannen alle ihrer drei Grand-Prix-Wettbewerbe sowie das Grand-Prix-Finale. 2001 wurden sie in Bratislava Europameister und in Vancouver Weltmeister. Sie sind damit die ersten internationalen Titelträger im Eistanzen aus Italien.
Nach den Olympischen Winterspielen 2002, bei denen Fusar-Poli und Margaglio die Bronzemedaille gewinnen konnte, nahmen sie nicht mehr an internationalen Wettbewerben teil. Zu den Olympischen Spielen 2006 in Turin kehrten sie zurück und wurden wie schon bei ihren ersten Olympischen Spielen 1998 Sechste.
In der zweiten Staffel war er bei Stars auf Eis, welche bei ProSieben ausgestrahlt wurde, zu sehen und konnte sich dabei im Finale zusammen mit seiner Partnerin Susanne Pätzold gegen die Konkurrenz durchsetzen.
2011 unterschrieb Margaglio einen Dreijahresvertrag mit dem finnischen Eiskunstlaufverband, um als Trainer den finnischen Eistanz voranzubringen. Er ist finnischer Nationaltrainer, Trainervertreter und Technischer Spezialist bei der Internationalen Eislaufunion.
Margaglio hat mit seiner Ehefrau drei gemeinsame Söhne.

## Ergebnisse

### Eistanz
(mit Barbara Fusar-Poli)
| Wettbewerb / Jahr              | 1995  | 1996  | 1997  | 1998  | 1999  | 2000  | 2001  | 2002  | 2006  |
| ------------------------------ | ----- | ----- | ----- | ----- | ----- | ----- | ----- | ----- | ----- |
| Olympische Winterspiele        |       |       |       | 6.    |       |       |       | 3.    | 6.    |
| Weltmeisterschaften            |       | 10.   | 9.    | 5.    | 5.    | 2.    | 1.    |       |       |
| Europameisterschaften          | 10.   | 8.    | 7.    | 5.    | 4.    | 2.    | 1.    | 2.    |       |
| Italienische Meisterschaften   | 1.    | 1.    | 1.    | 1.    | 1.    | 1.    | 1.    | 1.    | 1.    |
| –                              |       |       |       |       |       |       |       |       |       |
| Grand-Prix-Wettbewerb / Saison | 94/95 | 95/96 | 96/97 | 97/98 | 98/99 | 99/00 | 00/01 | 01/02 | 05/06 |
| Grand-Prix-Finale              |       |       |       | 5.    | 5.    | 2.    | 1.    | 4.    |       |
| Skate America                  |       |       |       | 2.    | 3.    | 1.    | 1.    |       |       |
| Skate Canada                   |       | 7.    | 3.    |       |       |       |       |       |       |
| Sparkassen Cup                 |       |       |       |       |       | 1.    | 1.    |       |       |
| Trophée Lalique                | 1.    | 6.    |       |       | 2.    | 2.    |       |       |       |
| Cup of Russia                  |       |       |       |       |       | 1.    | 1.    | 1.    |       |
| NHK Trophy                     |       |       | 5.    | 3.    |       |       |       |       |       |